# Аресес, Карлос
Ка́рлос Аре́сес (исп. Carlos Areces; род. 27 марта 1976, Мадрид) — испанский актер, певец и художник комиксов. С 2002 года он снялся в ряде телевизионных шоу и более чем в двадцати фильмах. Он сформировал музыкальный дуэт Ojete Calor вместе с Анибалом Гомесом.

## Биография
В школьные годы у Карлоса проявились творческие способности — Карлос рисует и продаёт на переменах карикатурные портреты своих учителей.
С 1995 года Аресес обучается в Институте изящных искусств в Куэнке.
Начинал карьеру как сценарист и актёр юмористических шоу. С 2007 года снимается в кино и на ТВ. Звёздного статуса достиг в 2010 году, когда на экраны вышла драма Алекса де ла Иглесиа «Печальная баллада для трубы», получившая два приза в Венеции.
Кроме киносъёмок, Карлос Асерес занимается авторской передачей на Радио 3 и созданием комиксов.

## Фильмография
| Год       |    | Русское название                | Оригинальное название          | Роль                             |
| --------- | -- | ------------------------------- | ------------------------------ | -------------------------------- |
| 2007      | ф  | Большое открытие                | La gran revelación             |                                  |
| 2008—2009 | с  | Плутон B.R.B. Нерон             | Plutón B.R.B. Nero             |                                  |
| 2009—2013 | с  | Три кинотеатра                  | Cinema 3                       | камео                            |
| 2009      | ф  | Очень испанское кино            | Spanish Movie                  | Педро Сан-Антон / мужчина в баре |
| 2010      | ф  | Лагерь Флипи                    | Campamento Flipy               | Иеремия                          |
| 2010      | ф  | Печальная баллада для трубы     | Balada triste de trompeta      | Хавьер                           |
| 2010      | ф  | Великий Васкес                  | El Gran Vázquez                |                                  |
| 2011      | ф  | Джеймс Понт                     | Torrente 4                     | музыкант на свадьбе              |
| 2011      | ф  | Не зови это любовью, зови порно | No lo llames amor... llámalo X | Франко                           |
| 2011      | ф  | Площадь Испании                 | Plaza de España                | Браулио Гомес Гомес              |
| 2011      | ф  | Пришелец из космоса             | Extraterrestre                 | Анхель                           |
| 2011      | ф  | Оборотни Арги                   | Lobos de Arga                  | Калисто                          |
| 2011      | ф  | Похождения призрака             | Promoción fantasma             | Отегуй                           |
| 2012—2013 | с  | Явление                         | Fenómenos                      |                                  |
| 2013      | ф  | Я очень возбуждён               | Los amantes pasajeros          | Фахас                            |
| 2013—.... | с  | Красный орёл                    | Águila Roja                    | Джакобо де Кастро                |
| 2013      | ф  | Ведьмы из Сугаррамурди          | Las brujas de Zugarramurdi     | Кончи                            |
| 2013      | ф  | Лёгкий секс и грустные фильмы   | Sexo fácil y películas tristes | Курт Герштейн                    |
| 2016      | мф | Большой собачий побег           | Ozzy                           | Мистер Роббинс (озвучивание)     |

| Год                      | Название           | Роль                                | Эпизоды            |
| ------------------------ | ------------------ | ----------------------------------- | ------------------ |
| 2002–2006                | La Hora Chanante   | Неизвестно                          | 45                 |
| 2007–2010                | Muchachada Nui     | Неизвнстно                          | 50                 |
| 2008–2009                | Plutón B.R.B. Nero | Teniente Querejeta                  | 26                 |
| 2010–2014                | Museo Coconut      | Rosario / Miss Coconut              | 33                 |
| 2011                     | Cheers             | Bernardo, "El Hombre Perro"         | Не вышедший эпизод |
| 2013–2014                | Águila Roja        | Jacobo de Castro                    | 13                 |
| 2017; 2019 - наст. время | La que se avecina  | Patricio Requena / Agustín Gordillo | 23                 |
| 2019 - наст. время       | El pueblo          | Juanjo Soler                        | 16                 |
| 2021                     | Drag Race España   | Он сам / Приглашенный судья         | 1                  |